# Nokia 6300

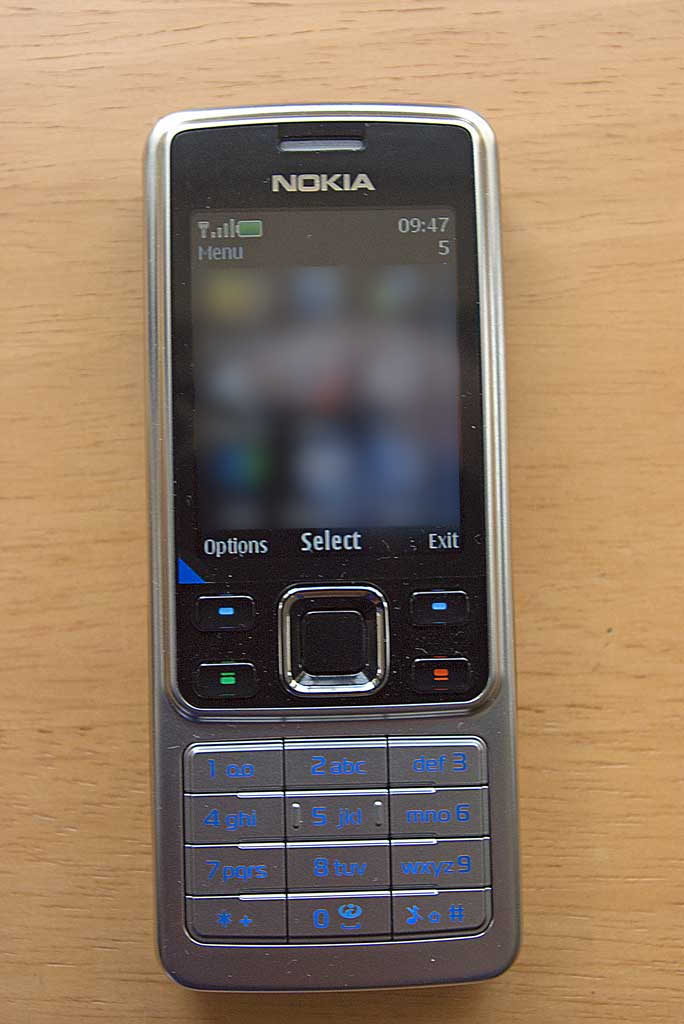
Mobilní telefon Nokia 6300

Nokia 6300 je středně velký, lehký mobilní telefon disponující bohatou výbavou. Pravděpodobně díky svému designu patří k nejprodávanějším mobilním telefonům na světě. Jeho oficiální představení proběhlo v listopadu 2006. Výroba byla zastavena až v polovině roku 2014, po převzetí mobilní divize Nokia, Microsoftem.

## Vlastnosti telefonu
Nokia 6300 má aktivní displej zobrazující 16 milionů barev při rozlišení 240×320. Jemnost displeje je 6194 bodů/cm2. Telefon podporuje GPRS třídy 10, EDGE též třídy 10, samozřejmostí je bezdrátový protokol Bluetooth a pro připojení k PC můžeme využít miniUSB. Telefon nedisponuje kdysi populárním IrDA portem. Uživatelská paměť telefonu je 7,5 MB a k dispozici je slot na karty microSD do maximální velikosti 2 GB. Baterie je standardního typu Li-Ion. Tento telefon dále disponuje fotoaparátem s rozlišením 1200×1600, tedy přibližně dva megapixely. V telefonu se nachází také jednoduchý grafický editor. Z dalších funkcí telefon má budík, kalendář, paměť na kódy, internetový prohlížeč, hardwarový modem, diktafon (60 minut) a kalkulačku. Nokii 6300 je možno používat také jako hudební přehrávač formátů MP3, WMA a AAC.